# Clayton (hrabstwo Winnebago)
Clayton – miasto w Stanach Zjednoczonych, w stanie Wisconsin, w hrabstwie Winnebago.